# Institució Catalana d'Història Natural
Institució Catalana d'Història Natural (ICHN) és una entitat cultural fundada el 1899 a Barcelona per Josep Maria Mas de Xaxars i Palet, Joan Baptista d'Aguilar-Amat i Banús, Joan Alzina i Melis, Francesc Badia i Guia, Josep Balcells i Mas, Josep Maluquer i Nicolau, Salvador Maluquer i Nicolau, Antoni Novellas i Roig, aleshores un grup d'estudiants. Des del 1915 és una filial de l'Institut d'Estudis Catalans, i té per finalitat promoure l'estudi i la divulgació dels coneixements referents als éssers i els sistemes naturals. Es tracta, doncs, de l'organització naturalista més antiga que existeix a Catalunya.
La ICHN és una plataforma interdisciplinària que promou l'estudi i la difusió dels coneixements dels éssers i sistemes naturals mitjançant l'organització de sessions científiques, cursos naturalistes, dotació de premis i borses d'estudi. En formaren part ben aviat naturalistes prestigiosos. «El Butlletí de la Institució Catalana d'Història Natural, les Memòries i els Treballs de la Institució, a banda de publicacions monogràfiques, donen idea de la tasca remarcable dels seus membres. Quan esclatà la guerra civil espanyola va quedar en vida latent, i passà gairebé inadvertida fins que el 1972 reprengué les activitats.» La seva recuperació fou ràpida i l'any 1987 ja tenia prop d'un miler de membres, la majoria professionals de les ciències de la natura. El 1999 va rebre la Creu de Sant Jordi.
Té com entitat adherida la Societat Catalana de Lepidopterologia, (S.C.L.), fundada l'any 1978 amb els objectius de fomentar i recopilar els estudis i la recerca sobre fauna lepidopterològica, protegir aquesta fauna i els seus hàbitats, i estudiar la biologia, l'ecologia, la sistemàtica i la distribució de les papallones a Catalunya.

## Presidència
- Antoni Novellas i Roig (1899-1902)
- Francesc Novellas i Roig (1903)
- Josep Maria Bofill i Pichot (1903)
- Bonaventura Pedemonte (1904)
- Eugeni Ferrer i Dalmau (1904)
- Norbert Font i Sagué (1905)
- Josep Maria Bofill i Pichot (1906)
- Norbert Font i Sagué (1907)
- Emili Tarré i Tarré (1908)
- Felip Ferrer i Vert (1909)
- Salvador Maluquer i Nicolau (1910)
- Josep Maria Bofill i Pichot (1911)
- Llorenç Tomàs (1911)
- Joan Baptista Aguilar-Amat i Banús (1911)
- Llorenç Tomàs (1912)
- Joaquim Maria de Barnola i Escrivà de Romaní (1913-1916)
- Ignasi de Sagarra i de Castellarnau (1917)
- Joaquim Maria de Barnola i Escrivà de Romaní (1918-1920)
- Artur Bofill i Poc (1921-1922)
- Domènec Palet i Barba (1923-1924)
- Jaume Pujiula i Dilmé (1925-1928)
- Ricard Zariquiey i Àlvarez (1929-1930)
- Pius Font i Quer (1931-1934)
- Josep Ramon Bataller i Calatayud (1935-1951)
- Josep Maluquer i Nicolau (1952-1972)
- Francesc Espanyol i Coll (1972-1973)
- Rafael Candel i Vila (1974-1976)
- Joaquim Maluquer i Sostres (1976-1978)
- Oriol Riba i Arderiu (1978-1980)
- Creu Casas i Sicart (1980-1982)
- Lluís Vallmitjana i Rovira (1982-1984)
- Salvador Reguant i Serra (1984-1985)
- Ramon Folch i Guillèn (1986-1989)
- Xavier Llimona i Pagès (1990-1991)
- Jacint Nadal i Puigdefàbregas (1992-1994)
- David Serrat i Congost (1994-1998)
- Joaquim Maluquer i Sostres (1998-2000)
- Jordi Sargatal i Vicens (2000-2004)
- Josep Peñuelas i Reixach (2004-2008)
- Josep Maria Ninot i Sugrañes (2009-2012)
- Joan Pino i Vilalta (2013-2018)
- Jordina Belmonte i Soler (2018-2024)
- Carme Rosell i Pagès (2024 - present)